# Prix du Quai des Orfèvres
Il Prix du Quai des Orfèvres è un premio letterario francese, assegnato sin dal 1946 da una giuria composta da poliziotti e magistrati che giudicano manoscritti anonimi. La giuria è presieduta dal prefetto di polizia.
L'opera vincitrice è in seguito pubblicata da un editore (Hachette dal 1951 al 1965, Arthème Fayard dal 1966) che le assicura una tiratura minima di 50.000 esemplari.

## Vincitori del Prix du Quai des Orfèvres
Premio non assegnato negli anni 1950, 1955, 1961 e 1973.
- 1946: Jacques Levert, per Le Singe rouge
- 1947: Jean Le Hallier, per Un certain monsieur...
- 1948: Yves Fougères, per Nuit et brouillard
- 1949: Francis Didelot, per L'Assassin au clair de lune
- 1951: Maurice Dekobra, per Opération Magali
- 1952: Saint Gilles (pseudonimo di Georges-Jean Arnaud), per Ne tirez pas sur l'inspecteur
- 1953: Cécil Saint-Laurent (pseudonimo di Jacques Laurent), per Sophie et le crime
- 1954: Alain Serdac & Jean Maurinay, per Sans effusion de sang
- 1956: Noël Calef, per Échec au porteur
- 1957: Louis C. Thomas, per Poison d'Avril
- 1958: André Gillois, per 125, rue Montmartre
- 1959: Jean Marcillac, per On ne tue pas per s'amuser
- 1960: Rémy, per Le Monocle noir
- 1962: Micheline Sandrel, per Dix millions de témoins
- 1963: Roland Pidoux, per On y va, patron?
- 1964: Jean-François Vignat, per Vertige en eau profonde
- 1965: Paul Drieux, per Archives interdites
- 1966: Julien Clay, per Du sang sur le grand livre
- 1967: H.L. Dugall, per La Porte d'or
- 1968: Bernard-Paul Lallier, per Le Saut de l'ange
- 1969: Christian Charrière, per Dites-le avec des fleurs
- 1970: Henry Chardot, per le Crime du vendredi saint
- 1971: André Friederich, per Un mur de 500 briques
- 1972: Pierre-Martin Perreaut, per Trop, c'est trop!
- 1974: Michel Ressi, per La Mort du bois de Saint-Ixe
- 1975: Bernard Matignon, per Une mort qui fait du bruit
- 1976: Serge Montigny, per Une fleur per mourir
- 1977: Jacquemard-Sénécal, per Le Crime de la maison Grün
- 1978: Pierre Magnan, per Le Sang des Atrides
- 1979: Julien Vartet, per Le Déjeuner interrompu
- 1980: Denis Lacombe, per Dans le creux de la main
- 1981: Michel Dansel, per De la part de Barbara
- 1982: Hélène Pasquier, per Coup double
- 1983: Maurice Périsset, per Périls en la demeure
- 1984: Jean Lamborelle, per On écrase bien les vipères
- 1985: Roger Labrusse, per Les Crimes du Bon Dieu
- 1986: Michel de Roy, per Sûreté urbaine
- 1987: Nicole Buffetaut, per Le Mystère des petits lavoirs
- 1988: Yves Fougères, per Un agent très secret
- 1989: Godefroy Hofer, per Plongée de nuit
- 1990: Suzanne Le Viguelloux, per La Mort au noir
- 1991: Frédéric Hoë, per Crimes en trompe l'œil
- 1992: Louis-Marie Brézac, per Razzia sur l'antique
- 1993: Gérard Delteil, per Pièces détachées
- 1994: Jean-Louis Viot, per Une belle garce
- 1995: Michel Gastine, per Quai de la Rapée
- 1996: Gilbert Schlogel, per Rage de flic
- 1997: Roger Le Taillanter, per Heures d'angoisse
- 1998: Michel Sibra, per La Danse du soleil
- 1999: André Delabarre, per Du sang sur les roses
- 2000: André Arnaud, per Pierres de sang
- 2001: Guy Langlois, per Le fond de l'âme effraie
- 2002: André Klopmann, per Crève l'écran
- 2003: Jérôme Jarrige, per Le bandit n'était pas manchot
- 2004: Sylvie M. Jema, per Les Sarments d'Hippocrate
- 2005: Jules Grasset, per Les Violons du diable
- 2006: Christelle Maurin, per L'Ombre du soleil
- 2007: Frédérique Molay, per La 7e femme
- 2008: P.J. Lambert, per Le vengeur des catacombes
- 2009: Christophe Guillaumot, per Chasse à l'homme
- 2010: Gilbert Gallerne, per Au pays des ombres
- 2011: Claude Ragon, per Du bois pour les cercueils
- 2012 : Pierre Borromée, per L'hermine était pourpre
- 2013 : Danielle Thiéry, per Des clous dans le cœur
- 2014 : Hervé Jourdain, per Le Sang de la trahison
- 2015 : Maryse Rivière, per Tromper la mort
- 2016 : Lionel Olivier, per Le crime était signé
- 2017 : Pierre Pouchairet, per Mortels Trafics
- 2018 : Sylvain Forge, per Tension extrême
- 2019 : Paul Merault, per Le Cercle des impunis[1]
- 2020 : Alexandre Galien, per Les Cicatrices de la nuit
- 2021 : Christophe Gavat, per Cap Canaille
- 2022 : Véronique de Haas, per La Muse rouge[2]
- 2023 : Jean-François Pasques, per Fils de personne[3]
- 2024 : Martial Caroff, per Ne me remerciez pas![4]
- 2025 : Olivier Tournut, per Post mortem[5]